# Bracon nuperus
Bracon nuperus är en stekelart som beskrevs av Cresson 1872. Bracon nuperus ingår i släktet Bracon och familjen bracksteklar. Inga underarter finns listade.